# Parque nacional de Minkébé
Parque nacional de Minkébé (en francés: Parc national de Minkébé) es un parque nacional en el extremo noreste de Gabón. Cubre una superficie de 7570 kilómetros cuadrados. El Fondo Mundial para la Naturaleza lo reconoce como un área que necesita de protección desde 1989 y ha estado trabajando activamente en la protección de los bosques desde 1997. El parque fue establecido como una reserva provisional en 2000, pero el propio parque nacional Minkébé fue oficialmente reconocido y establecido por el gobierno de Gabón en agosto de 2002. Es reconocido como un sitio crítico para la conservación por la Unión Internacional para la Conservación de la Naturaleza y ha sido propuesto como un Patrimonio de la Humanidad.